# Théâtre en plein air de Loreley

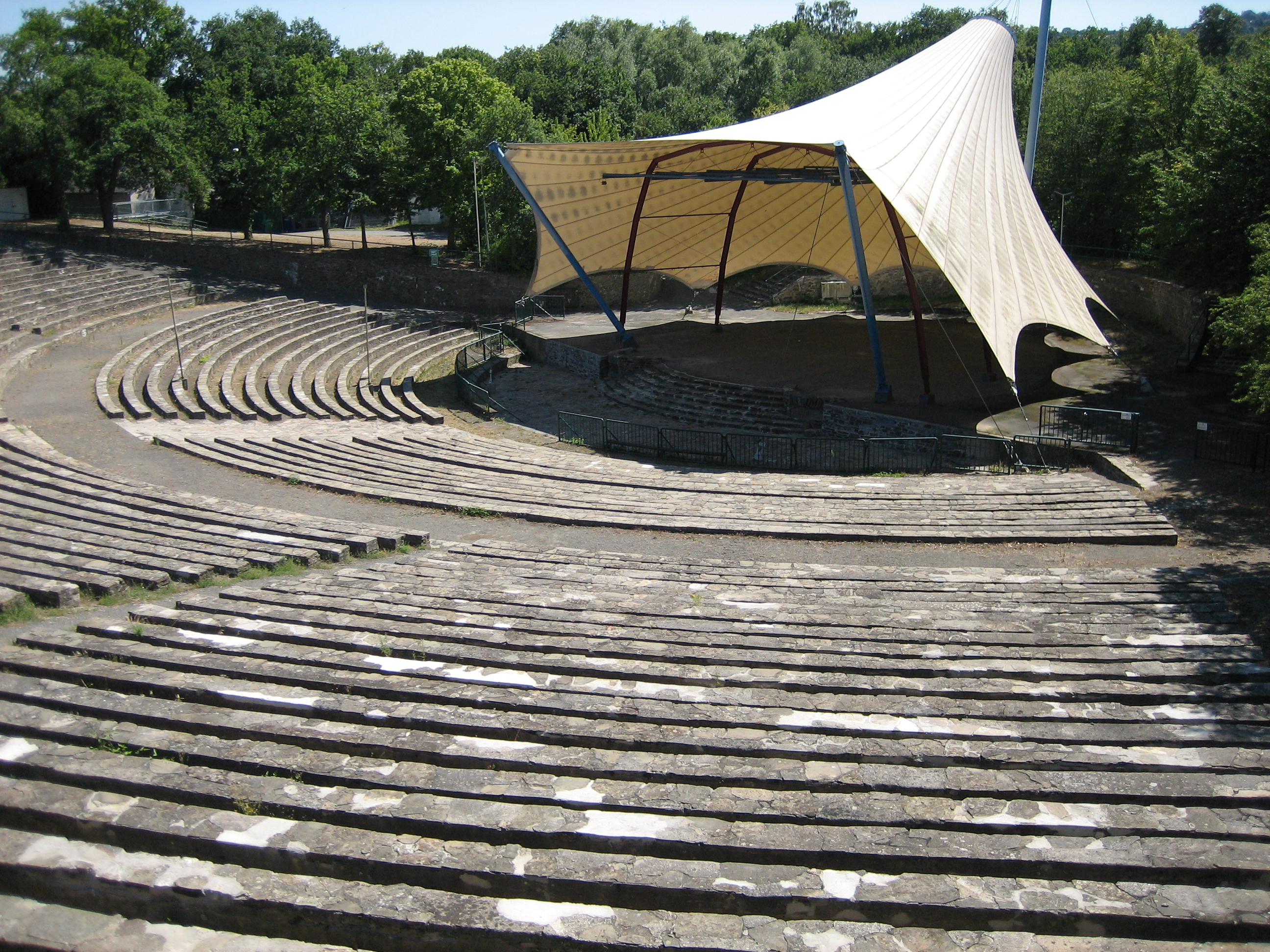
Vue de l'auditorium sur la scène

Le théâtre en plein air de Loreley est une scène en plein air près de Saint-Goarshausen, en Rhénanie-Palatinat, non loin du rocher de la Loreley.

## Histoire
Le service du travail de Turner commence à travailler sur le théâtre en plein air de Loreley en 1932. La scène est à l'origine destinée au « Rhein-Main-Spielring », mais ce projet de construction est repris par les nazis l'année suivante et est à nouveau consacré au « site de célébration National-Socialiste » et au « Thingspiele ». L'architecte de Francfort Hermann Senf reçoit la commande de ce bâtiment. 
Au soir du 30 avril 1934, la cérémonie symbolique d'inauguration est organisée par le Gauleiter Sprenger lors d'une cérémonie accompagnée de deux groupes de musique du Reich Labour Service et de chorales.
Les travaux de construction durent jusqu'en 1939 et sont exécutés par des membres du service du travail.
Les spectateurs autour de la scène en plein air disposent de 4 300 places et de 10 000 à 14 000 places debout. À droite et à gauche de l'entrée, il y a à cette époque une statue d'un « ouvrier » et d'un aigle. Le torse avec les griffes et les ailes ainsi que le cou de l'aigle sont maintenant exposés sur le terrain de la « maison de la gymnastique et de la jeunesse ». La rumeur veut que la tête manquante ait été emmenée en France par les soldats français. La statue de « l'ouvrier » est manquante : elle a probablement été détruite.
Le 21 Juin 1939, le gouverneur du Reich Jakob Sprenger pose solennellement la clé de voûte. Une première représentation de Guillaume Tell a eu lieu trois jours plus tard. La scène n'est pas seulement destinée aux événements théâtraux, mais également destinée à servir de toile de fond à de grandes fêtes.  Dans les années de guerre et jusqu'en 1968, les classiques du théâtre, y compris les pièces de Schiller, Goethe et Shakespeare sont préférés sur la scène, qui est restée pratiquement inchangée aujourd'hui.
Des concerts de rock et de pop ont également eu lieu sur la scène en plein air de Loreley depuis 1976. Le premier concert rock était Genesis, le 3 juillet 1976.  Le théâtre est également utilisé pour des films et des offices religieux.
À partir de 1981, le Rockpalast a lieu plusieurs fois sur la scène en plein air. De nombreux artistes connus s'y produisent, notamment BAP, Barclay James Harvest, Bob Dylan, Joe Cocker, Die Toten Hosen, Böhse Onkelz, Herbert Grönemeyer, Peter Maffay, Marillion, Metallica, Gary Moore, Chris Rea, Frankie Miller, Eric Burdon, Lynyrd Skynyrd, Rory Gallagher, Udo Jürgens, Red Hot Chili Peppers, Carlos Santana, Paul Simon, Simple Minds, Sting, The Police, The Sisters of Mercy, UB40, REM, The Kelly Family, U2, Journey, Toto et Whitesnake.

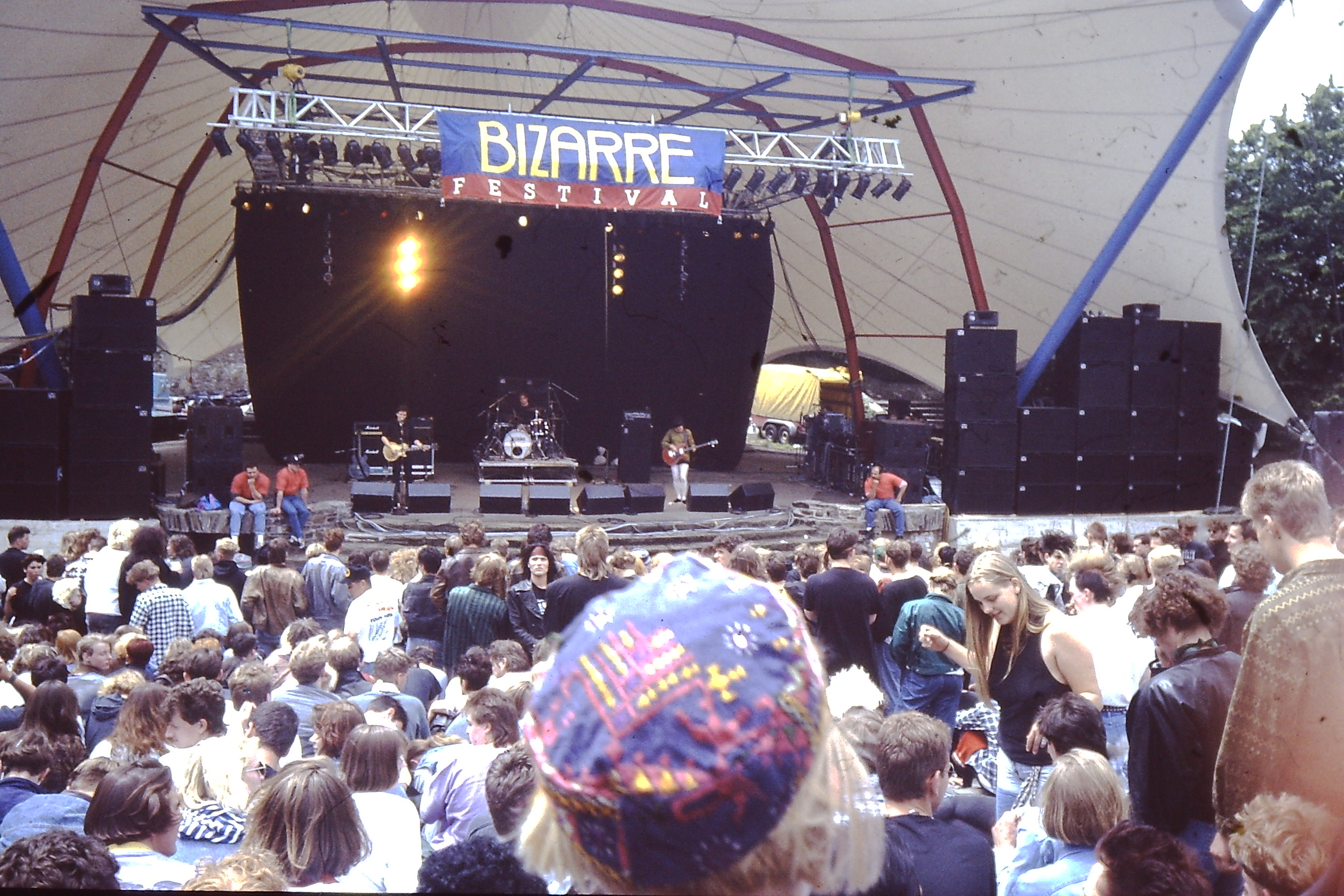
Festival bizarre, 23. Juin 1990, St.Goarshausen, Loreley

Le Bizarre Festival se déroule également ici de 1987 à 1993.
Depuis 2006, le festival de rock progressif Night of the prog s'y déroule chaque été.
Depuis 2010, la scène en plein air est gérée par la société « Loreley Venue Management GmbH » - avec la participation de l'entrepreneur médiatique Frank Otto et de l'homme d'affaires Ulrich Lautenschläger, qui, avec la ville de Saint-Goarshausen et le land de Rhénanie-Palatinat, moderniseront le lieu au cours des prochaines années,. Des événements d'une grande variété de domaines culturels y ont lieu.